# Caenaugochlora donnae
Caenaugochlora donnae là một loài Hymenoptera trong họ Halictidae. Loài này được Engel mô tả khoa học năm 1995.